# 전자대리
전자거래법 제7조 제1항은, i) 작성자의 대리인에 의하여 송신된 전자문서(同 1호), ii) 자동으로 전자문서를 송신•수신하도록 구성된 컴퓨터프로그램이나 그 밖의 전자적 수단에 의하여 송신된 전자문서에 포함된 의사표시는 작성자가 송신한 것으로 본다.(同 2호)고 규정하고 있다.작성자가 송신한 것으로 본다라는 법효과를 i), ii)에 공통으로 부여하고 있으나, i)의 경우에는 법문대로 해석하기 어려운 점이 있다. 법문대로 읽으면 대리인이 송신한 전자문서(의사표시)는 본인이 직접 한 것으로 의제한다는 뜻이 되나, 있을 수 없는 의제이다. 이는 단지 대리행위의 효과가 본인에게 귀속된다는 일반원리 이외의 다른 의미로 풀이하기 어렵다.
ii)는 이른바 전자대리(electronic agency)에 관한 규정이다. 최근 상인이 정한 소정의 조건을 충족한 청약을 하면 자동으로 상인의 승낙의 싀사표시가 생성되어 계약이 성립하는 방식의 상거래를 흔히 볼 수 있는데, 이 경우 자동으로 이루어지는 상인의 승낙은 매건 상인이 스스로 하는 것이 아니지만 상인의 의사표시로 보겠다는 것이 위 제2호의 취지이다. 이러한 의사표시를 생성하는 것은 컴퓨터프로그램이라 하더라도 이 프로그램의 설치는 상인의 의사에 기한 것이므로 자동으로 생성된 전자문서를 상인의 것으로 의제하는 것은 당연하다. 재래식의 자동판매기와 같은 원리라 할 수 있다. 이 규정이 전자대리된 상인의 의사표시에 대해 錯誤(착오)등의 의사표시 法理를 배제하는 것은 아니다.

## 참고 문헌
- 이철송,상법총칙•상행위,(서울: 박영사, 2014)